# Physematia tanyscia
Physematia tanyscia là một loài bướm đêm trong họ Crambidae.